# 英格瓦·坎普拉
費奧多爾·英格瓦·坎普拉德（瑞典語：Feodor Ingvar Kamprad，1926年3月30日—2018年1月27日），瑞典企业家，家具连锁企业宜家家居的创辦人。

## 生平

### 早年
英格瓦·坎普拉德出生在斯莫兰地区克鲁努贝里省Pjätteryd（现在属于艾尔姆胡尔特市镇）。他祖父Erdman Achim Kamprad来自德国图林根，英格瓦的父亲Frans Feodor Kamprad 出生在德国，1岁回到瑞典。坎普拉德（Kamprad）这个姓氏是Comrade的一个变体，可以追溯到1400年。他祖父Achim的母亲是保罗·冯·兴登堡的表亲。Achim到瑞典后买下了Agunnaryd附近一处叫作Elmtaryd （现在称为Älmtaryd）的农田。在英格瓦的父亲出生数年后，他祖父自杀。英格瓦自6岁在农场上和他的父母，姊妹和祖母一起生活。
1950年，他與克斯婷·瓦德勒(Kerstin Wadling)結婚，育有女兒安妮卡(Annika)，兩人於1960年離婚。1963年，他與瑪格麗塔·森納特(Margaretha Sennert)結婚，兩人有了彼特(Peter)、喬納斯(Jonas)和馬蒂亞斯(Mathias)三個兒子。第二任妻子於2011年去世。

## 创业
坎普拉德在瑞典南部湖泊密布的斯莫蘭省的一個農場長大。是一個有誦讀障礙的孩子，會擠牛奶，但是讀書的時候很難集中注意力。家境貧寒的他靠在村子裡賣火柴和鉛筆賺錢。在还是一个小男孩的时候就展示了生意头脑，五岁开始卖火柴。七岁的时候，他开始扩大客户群骑着自行车给邻居送货。他发现自己可以从斯德哥尔摩很便宜地批量购买火柴，以低廉的价格销售，而且还能获得丰厚的利润。从火柴开始，他开始销售鱼，圣诞树装饰，种子，后来圆珠笔和铅笔。1943年，当英格瓦17岁时，以父亲给了他奖学金（家務工錢）註冊了自己的家庭用品郵購企業，起名叫宜家。這個名字由他的姓名、他所在的農場Elmtaryd和村莊Agunnaryd的首字母組成。。
宜家成立于1943年，出售坎普拉德叔叔恩斯特的厨房桌子的复制品。在1948年，坎普拉德多样化他的投资组合，添加家具。他的业务主要是邮购。缩写IKEA由他名字的缩写（Ingvar Kamprad）加上Elmtaryd（他出生的家庭农场）和附近的Agunnaryd村组成。
在接下來的70年裡，坎普拉德把宜家打造成了全世界最大的傢具零售商，在歐洲、北美、加勒比地區、中東和亞洲29個國家擁有超過350家門店，銷售額383億歐元（約合3000億元人民幣），到店人次超過9.3億，2.1億人收到過宜家用32種語言製作的商品目錄。這讓他積聚了超乎想像的財富。彭博全球億萬富豪指數(Bloomberg Billionaire Index)將他列為身家587億美元的全球第八大富豪。
坎普拉德一生踐行節儉和勤奮，並形容這些特質是宜家成功的基礎。為了避開瑞典的高稅而住在瑞士、開一輛老舊的富豪、只坐經濟艙、住經濟酒店、吃便宜的飯菜、買廉價的東西，並堅稱他的家很簡樸，他沒有真正的財產，並且宜家是由一家慈善信託基金持有的。但有記者發現，事實並非全然如此。他的家是一棟可以俯瞰日內瓦湖的別墅，他在瑞典有一處房產，在普羅旺斯有多座葡萄園。他的座駕除那輛富豪外還有一輛保時捷。他的打折機票、酒店和餐飲一定程度上是為了給手下的高管作榜樣。坎普拉德希望他們加以效仿，把在宜家工作視為一種人生事業——紙的兩面都要用起來。
宜家的確是通過荷蘭的一個慈善信託基金和一系列複雜的控股公司經營的。它們均由坎普拉德家族控制，以避免宜家上市或被拆分的一切可能性。坎普拉德去世後，這種做法也提供了避稅途徑和一種保持公司完整的結構。2013年6月，坎普拉德辞去国际宜家控股公司（Inter IKEA Holding SA）董事会职务，最小的儿子马蒂亚斯·坎普拉德将Per Ludvigsson任命为控股公司的董事长。这位当时87岁的创始人在下台决定之后解释说：“我认为这是我离开宜家集团董事会的好时机。因此，我们也正在迈出几代已经持续了一代时代的又一步。”马蒂亚斯和他的两个在宜家担任领导角色的哥哥也在研究公司的总体愿景和长期战略。

## 爭議
避稅爭議：坎普拉德平時開著用了十幾年Volvo老爺車，財產卻十分驚人，他透過對基金會法令寬鬆的荷蘭Stichting Ingka Foundation（英卡基金會）控制IKEA，基金會財務報表並不透明，與幾個海外低稅國公司往來密切，2004年坎普拉德家族擁有的企業已知獲利超過5.5億歐元，但只繳了1900萬歐元的稅金，遠低於普通收入的瑞典人，他們得繳40-50%的所得稅。
支持纳粹主义爭議：1994年，斯德哥爾摩的《快報》(Expressen)在剛去世的法西斯分子佩爾·恩達爾(Per Engdahl)的檔案中發現了坎普拉德的名字。資料顯示，坎普拉德在1942年加入了恩達爾的法西斯主義運動，也曾出席會議、募集資金、招募成員。即使在1945年第二次世界大战結束後，他仍和這位領導人保持著密切聯繫。在1950年一封寫給恩達爾的信中，坎普拉德表示他為自己的參與感到自豪。对此，坎普拉德曾经在一封致員工的信中低調回應此事，他表示自己当年支持法西斯活動是「生命中令我非常後悔的一部分」，也是「我生命中最愚蠢的錯誤」。并自稱是受到了在第二次世界大战前逃往蘇台德地區的德國祖母影響，也是被恩達爾「非共產主義的社會主義歐洲」理想所吸引。對瑞典人來說，這一發現喚起對第二次世界大战的不安回憶。雖然瑞典採取了中立的官方立場，但同时暴露出当年德国国防军曾從被其佔領的挪威開進瑞典全國，使其瑞典也有不明人數的納粹主義支持者。在真相披露後，曾有猶太人團體呼籲抵制宜家，但也幾乎沒給宜家的業務帶來衝擊，而坎普拉德很快又回到了節儉的主軸上去。

## 逝世
2018年1月27日，坎普拉於睡夢中自然死亡，享耆壽91歲。據美聯社(The Associated Press)自斯德哥爾摩報導，他身後留有幾名兒女。